# Włochy na Zimowych Igrzyskach Olimpijskich 2014
Włochy na Zimowych Igrzyskach Olimpijskich 2014 – kadra sportowców reprezentujących Włochy na igrzyskach w 2014 roku w Soczi. Kadra liczyła 113 sportowców.

## Medale
| Medal  | Zawodnik                                                      | Sport                 | Wydarzenie               | Data      |
| ------ | ------------------------------------------------------------- | --------------------- | ------------------------ | --------- |
| srebro | Christof Innerhofer                                           | narciarstwo alpejskie | Zjazd mężczyzn           | 9 lutego  |
| srebro | Arianna Fontana                                               | short track           | 500 m kobiet             | 13 lutego |
| brąz   | Armin Zöggeler                                                | saneczkarstwo         | Jedynki mężczyzn         | 9 lutego  |
| brąz   | Christof Innerhofer                                           | narciarstwo alpejskie | Superkombinacja mężczyzn | 14 lutego |
| brąz   | Arianna Fontana                                               | short track           | 1500 m kobiet            | 15 lutego |
| brąz   | Arianna Fontana Martina Valcepina Lucia Peretti Elena Viviani | short track           | Sztafeta kobiet          | 18 lutego |
| brąz   | Dorothea Wierer Karin Oberhofer Dominik Windisch Lukas Hofer  | biathlon              | Sztafeta mieszana        | 19 lutego |
| brąz   | Carolina Kostner                                              | łyżwiarstwo figurowe  | Solistki                 | 20 lutego |

## Skład reprezentacji

### Biathlon

#### Mężczyźni
- Christian De Lorenzi
- Lukas Hofer
- Daniel Taschler
- Dominik Windisch
- Markus Windisch

| Konkurencja       | Zawodnik             | Czas      | Strzelanie | Miejsce |
| ----------------- | -------------------- | --------- | ---------- | ------- |
| Sprint            | Christian De Lorenzi | 26:25.4   | 1+1        | 47.     |
| Sprint            | Lukas Hofer          | 25:08.8   | 0+1        | 12.     |
| Sprint            | Daniel Taschler      | -         | -          | -       |
| Sprint            | Dominik Windisch     | 25:07.6   | 1+0        | 11.     |
| Sprint            | Markus Windisch      | 28:14.4   | 1+1        | 81.     |
| Bieg pościgowy    | Christian De Lorenzi | 36:58.2   | 1+1+0+0    | 42.     |
| Bieg pościgowy    | Lukas Hofer          | 34:53.1   | 1+0+0+1    | PF 17   |
| Bieg pościgowy    | Daniel Taschler      | -         | -          | -       |
| Bieg pościgowy    | Dominik Windisch     | 35:40.0   | 1+0+2+1    | 25.     |
| Bieg pościgowy    | Markus Windisch      | -         | -          | -       |
| Bieg indywidualny | Christian De Lorenzi | 53:13.1   | 1+0+0+1    | 31.     |
| Bieg indywidualny | Lukas Hofer          | 51:34.6   | 0+1+0+1    | 14.     |
| Bieg indywidualny | Daniel Taschler      | -         | -          | -       |
| Bieg indywidualny | Dominik Windisch     | 56:31.4   | 1+1+1+3    | 65.     |
| Bieg indywidualny | Markus Windisch      | 57:18.5   | 0+2+1+1    | 71.     |
| Bieg masowy       | Christian De Lorenzi | -         | -          | -       |
| Bieg masowy       | Lukas Hofer          | DNF       | DNF        | DNF     |
| Bieg masowy       | Daniel Taschler      | -         | -          | -       |
| Bieg masowy       | Dominik Windisch     | 45:28.4   | 1+1+3+0    | 25.     |
| Bieg masowy       | Markus Windisch      | -         | -          | -       |
| Sztafeta          | Christian De Lorenzi | 1:13:15.5 | 0+11       | 5.      |
| Sztafeta          | Lukas Hofer          | 1:13:15.5 | 0+11       | 5.      |
| Sztafeta          | Dominik Windisch     | 1:13:15.5 | 0+11       | 5.      |
| Sztafeta          | Markus Windisch      | 1:13:15.5 | 0+11       | 5.      |

#### Kobiety
- Nicole Gontier
- Karin Oberhofer
- Michela Ponza
- Alexia Runggaldier
- Dorothea Wierer

| Konkurencja       | Zawodniczka        | Czas      | Miejsce |
| ----------------- | ------------------ | --------- | ------- |
| Sprint            | Nicole Gontier     | 23:26.3   | 54.     |
| Sprint            | Karin Oberhofer    | 21:34.7   | 4.      |
| Sprint            | Michela Ponza      | 22:47.0   | 38.     |
| Sprint            | Alexia Runggaldier | -         | -       |
| Sprint            | Dorothea Wierer    | 21:37.4   | 6.      |
| Bieg pościgowy    | Nicole Gontier     | 34:37.5   | 49.     |
| Bieg pościgowy    | Karin Oberhofer    | 30:37.8   | 8.      |
| Bieg pościgowy    | Michela Ponza      | 34:36.4   | 48.     |
| Bieg pościgowy    | Alexia Runggaldier | -         | -       |
| Bieg pościgowy    | Dorothea Wierer    | 31:03.2   | 17.     |
| Bieg indywidualny | Nicole Gontier     | 49:51.2   | 45.     |
| Bieg indywidualny | Karin Oberhofer    | 46:46.6   | 14.     |
| Bieg indywidualny | Michela Ponza      | -         | -       |
| Bieg indywidualny | Alexia Runggaldier | 49:35.6   | 43.     |
| Bieg indywidualny | Dorothea Wierer    | DNS       | DNS     |
| Bieg masowy       | Nicole Gontier     | -         | -       |
| Bieg masowy       | Karin Oberhofer    | 37:03.6   | 14.     |
| Bieg masowy       | Michela Ponza      | -         | -       |
| Bieg masowy       | Alexia Runggaldier | -         | -       |
| Bieg masowy       | Dorothea Wierer    | 38:37.4   | 26.     |
| Sztafeta          | Nicole Gontier     | 1:11:43.3 | 6.      |
| Sztafeta          | Karin Oberhofer    | 1:11:43.3 | 6.      |
| Sztafeta          | Michela Ponza      | 1:11:43.3 | 6.      |
| Sztafeta          | Dorothea Wierer    | 1:11:43.3 | 6.      |

| Konkurencja       | Zawodnik         | Czas      | Strzelanie | Miejsce |
| ----------------- | ---------------- | --------- | ---------- | ------- |
| Sztafeta mieszana | Lukas Hofer      | 1:10:15.2 | 0+6        | 3.      |
| Sztafeta mieszana | Karin Oberhofer  | 1:10:15.2 | 0+6        | 3.      |
| Sztafeta mieszana | Dorothea Wierer  | 1:10:15.2 | 0+6        | 3.      |
| Sztafeta mieszana | Dominik Windisch | 1:10:15.2 | 0+6        | 3.      |

### Biegi narciarskie

#### Mężczyźni
| Zawodnik                                                  | Konkurencja       | Czas      | Pozycje |
| --------------------------------------------------------- | ----------------- | --------- | ------- |
| Federico Pellegrino                                       | sprint            | 3:55,99   | 11.     |
| David Hofer                                               | sprint            | 3:44,87   | 15.     |
| Dietmar Nöckler                                           | sprint            | 3:40,27   | 37.     |
| Enrico Nizzi                                              | sprint            | 3:40,89   | 44.     |
| Federico Pellegrino Dietmar Nöckler                       | Sprint drużynowy  | 23:58,12  | 11.     |
| Francesco De Fabiani                                      | Bieg indywidualny | 41:00,8   | 30.     |
| Dietmar Nöckler                                           | Bieg indywidualny | 41:11,9   | 32.     |
| Mattia Pellegrin                                          | Bieg indywidualny | 41:20,1   | 36.     |
| Fabio Pasini                                              | Bieg indywidualny | 42:42,3   | 48.     |
| Giorgio Di Centa                                          | Bieg łączony      | 1:08:43,7 | 12.     |
| Francesco de Fabiani                                      | Bieg łączony      | 1:10:10,7 | 22.     |
| Roland Clara                                              | Bieg łączony      | 1:10:56,3 | 30.     |
| Roland Clara                                              | Bieg na 50 km     | 1:47:28,6 | 11.     |
| David Hofer                                               | Bieg na 50 km     | 1:47:35,7 | 16.     |
| Francesco De Fabiani                                      | Bieg na 50 km     | 1:47:51,8 | 25.     |
| Dietmar Nöckler Giorgio Di Centa Roland Clara David Hofer | Sztafeta          | 1:30:04,7 | 5.      |

#### Kobiety
| Zawodnik                                                                  | Konkurencja       | Czas      | Pozycje |
| ------------------------------------------------------------------------- | ----------------- | --------- | ------- |
| Gaia Vuerich                                                              | Sprint            | 2:36,87   | 7.      |
| Greta Laurent                                                             | Sprint            | 2:52,07   | 26.     |
| Ilaria Debertolis                                                         | Sprint            | 2:40,29   | 32.     |
| Ilaria Debertolis Gaia Vuerich                                            | sprint drużynowy  | 17:35,98  | 13.     |
| Marina Piller                                                             | Bieg indywidualny | 31:07,6   | 31.     |
| Elisa Brocard                                                             | Bieg indywidualny | 31:28,0   | 40.     |
| Marina Piller                                                             | Bieg łączony      | 40:14,0   | 16.     |
| Debora Agreiter                                                           | Bieg łączony      | 41:04,8   | 30.     |
| Elisa Brocard                                                             | Bieg łączony      | 41:12,6   | 32.     |
| Virginia De Martin Topranin                                               | Bieg łączony      | 42:17,6   | 44.     |
| Elisa Brocard                                                             | Bieg masowy       | 1:12:42,0 | 13.     |
| Debora Agreiter                                                           | Bieg masowy       | 1:12:58,5 | 16.     |
| Marina Piller                                                             | Bieg masowy       | 1:14:44,7 | 25.     |
| Ilaria Debertolis                                                         | Bieg masowy       | 1:20:22,2 | 44.     |
| Virginia De Martin Topranin Elisa Brocard Marina Piller Ilaria Debertolis | Sztafeta          | 55:19,9   | 8.      |

### Bobsleje

#### Mężczyźni
| Osada | Zawodnik                                                        | Konkurencja | Ślizg 1 | Ślizg 2 | Ślizg 3 | Ślizg 4 | Łącznie | Pozycja |
| ----- | --------------------------------------------------------------- | ----------- | ------- | ------- | ------- | ------- | ------- | ------- |
| ITA-I | Simone Bertazzo Simone Fontana                                  | Dwójki      | 57,06   | 57,02   | 56,90   | 56,84   | 3:47,82 | 14.     |
| ITA-I | Simone Bertazzo Samuele Romanini Simone Fontana Francesco Costa | Czwórki     | 55,78   | 55,73   | 56,06   | 55,88   | 3:43,45 | 18.     |

### Łyżwiarstwo figurowe

#### Mężczyźni
| Zawodnik                             | Konkurencja   | Program krótki | Program krótki | Program dowolny | Program dowolny | Łączna nota | Pozycja |
| Zawodnik                             | Konkurencja   | Nota           | Pozycja        | Nota            | Pozycja         | Łączna nota | Pozycja |
| ------------------------------------ | ------------- | -------------- | -------------- | --------------- | --------------- | ----------- | ------- |
| Carolina Kostner                     | Solistki      | 74,12          | 3.             | 142,61          | 4.              | 216,73      | brąz    |
| Valentina Marchei                    | Solistki      | 57,02          | 12.            | 116,31          | 10.             | 173,33      | 11.     |
| Paul Bonifacio Parkinson             | Soliści       | 56,30          | 27.            | Nie awansował   | Nie awansował   | 56,30       | 27.     |
| Stefania Berton / Ondřej Hotárek     | Pary sportowe | 63,57          | 11.            | 115,51          | 11.             | 179,08      | 11.     |
| Nicole Della Monica / Matteo Guarise | Pary sportowe | 51,64          | 16.            | 86,22           | 16.             | 137,86      | 16.     |
| Anna Cappellini / Luca Lanotte       | pary taneczne | 67,58          | 6.             | 101,92          | 7.              | 169, 50     | 6.      |
| Charlène Guignard / Marco Fabbri     | pary taneczne | 58,14          | 15.            | 86,64           | 14.             | 144,78      | 14.     |

Drużynowo
| Konkurencja      | Zawodnik | Soliści       | Soliści         | Solistki      | Solistki       | Pary sportowe | Pary sportowe  | Pary taneczne | Pary taneczne | Wynik  | Wynik   |
| Konkurencja      | Zawodnik | SP            | FS              | SP            | FS             | SP            | FS             | SD            | FD            | Punkty | Miejsce |
| ---------------- | --- | ------------- | --------------- | ------------- | -------------- | ------------- | -------------- | ------------- | ------------- | ------ | ------- |
| Zawody drużynowe | Paul Bonifacio Parkinson (M) Carolina Kostner (K) /Valentina Marchei (K) Stefania Berton / Ondřej Hotárek (PS) Anna Cappellini / Luca Lanotte (PT) | 53,94 (1 pkt) | 121,23 ((6 pkt) | 70,84 (9 pkt) | 112,51 (8 pkt) | 70,31 (7 pkt) | 120,82 (8 pkt) | 64,92 (6 pkt) | 81,25 (7 pkt) | 52     | 4.      |

### Łyżwiarstwo szybkie

#### Mężczyźni
| Zawodnik          | Konkurencja   | Konkurencja   | Konkurencja   | Konkurencja   | Konkurencja   | Konkurencja   | Konkurencja    | Konkurencja    | Konkurencja    | Konkurencja    | Konkurencja    | Konkurencja    | Konkurencja      | Konkurencja      |
| Zawodnik          | Bieg na 500 m | Bieg na 500 m | Bieg na 500 m | Bieg na 500 m | Bieg na 500 m | Bieg na 500 m | Bieg na 1000 m | Bieg na 1000 m | Bieg na 1500 m | Bieg na 1500 m | Bieg na 5000 m | Bieg na 5000 m | Bieg na 10 000 m | Bieg na 10 000 m |
| Zawodnik          | Bieg 1        | Bieg 1        | Bieg 2        | Bieg 2        | Łączny czas   | Miejsce       | Bieg na 1000 m | Bieg na 1000 m | Bieg na 1500 m | Bieg na 1500 m | Bieg na 5000 m | Bieg na 5000 m | Bieg na 10 000 m | Bieg na 10 000 m |
| Zawodnik          | Czas          | Miejsce       | Czas          | Miejsce       | Łączny czas   | Miejsce       | Czas           | Miejsce        | Czas           | Miejsce        | Czas           | Miejsce        | Czas             | Miejsce          |
| ----------------- | ------------- | ------------- | ------------- | ------------- | ------------- | ------------- | -------------- | -------------- | -------------- | -------------- | -------------- | -------------- | ---------------- | ---------------- |
| Mirko Nenzi       | 35,56         | 29.           | 35,51         | 25.           | 71,07         | 28.           | 1:10,32        | 25.            | 1:47,48        | 17.            |                |                |                  |                  |
| David Bosa        | 35,63         | 32.           | 35,64         | 31.           | 71,28         | 31.           |                |                |                |                |                |                |                  |                  |
| Matteo Anesi      |               |               |               |               |               |               |                |                | 1:50,59        | 39.            |                |                |                  |                  |
| Andrea Giovannini |               |               |               |               |               |               |                |                |                |                | 6:30,84        | 17.            |                  |                  |

#### Kobiety
| Zawodnik               | Konkurencja   | Konkurencja   | Konkurencja   | Konkurencja   | Konkurencja   | Konkurencja   | Konkurencja    | Konkurencja    | Konkurencja    | Konkurencja    | Konkurencja    | Konkurencja    | Konkurencja    | Konkurencja    |
| Zawodnik               | Bieg na 500 m | Bieg na 500 m | Bieg na 500 m | Bieg na 500 m | Bieg na 500 m | Bieg na 500 m | Bieg na 1000 m | Bieg na 1000 m | Bieg na 1500 m | Bieg na 1500 m | Bieg na 3000 m | Bieg na 3000 m | Bieg na 5000 m | Bieg na 5000 m |
| Zawodnik               | Bieg 1        | Bieg 1        | Bieg 2        | Bieg 2        | Łączny czas   | Miejsce       | Bieg na 1000 m | Bieg na 1000 m | Bieg na 1500 m | Bieg na 1500 m | Bieg na 3000 m | Bieg na 3000 m | Bieg na 5000 m | Bieg na 5000 m |
| Zawodnik               | Czas          | Miejsce       | Czas          | Miejsce       | Łączny czas   | Miejsce       | Czas           | Miejsce        | Czas           | Miejsce        | Czas           | Miejsce        | Czas           | Miejsce        |
| ---------------------- | ------------- | ------------- | ------------- | ------------- | ------------- | ------------- | -------------- | -------------- | -------------- | -------------- | -------------- | -------------- | -------------- | -------------- |
| Yvonne Daldossi        | 39,30         | 29.           | 39,34         | 31.           | 78,64         | 30.           |                |                |                |                |                |                |                |                |
| Francesca Lollobrigida |               |               |               |               |               |               |                |                |                |                | 4:16,52        | 23.            |                |                |

### Kombinacja norweska
| Zawodnik                                                     | Konkurencja             | Skoki narciarskie       | Skoki narciarskie | Skoki narciarskie | Bieg narciarski | Bieg narciarski | Strata   | Pozycja |
| Zawodnik                                                     | Konkurencja             | Skok                    | Nota              | Pozycja           | Czas biegu      | Pozycja         | Strata   | Pozycja |
| ------------------------------------------------------------ | ----------------------- | ----------------------- | ----------------- | ----------------- | --------------- | --------------- | -------- | ------- |
| Alessandro Pittin                                            | Skocznia normalna/10 km | 94,5                    | 113,4             | 25.               | 22:47,5         | 1.              | + 9,3    | 4.      |
| Lukas Runggaldier                                            | Skocznia normalna/10 km | 97,0                    | 115,7             | 21.               | 23:06,9         | 3.              | + 19,7   | 7.      |
| Armin Bauer                                                  | Skocznia normalna/10 km | 92,5                    | 107,3             | 35.               | 23:19,7         | 7.              | + 1:06,5 | 14.     |
| Samuel Costa                                                 | Skocznia normalna/10 km | 91,0                    | 106,1             | 40.               | 24:31,2         | 28.             | + 2:23,0 | 30.     |
| Alessandro Pittin                                            | Skocznia duża/10 km     | 119,5                   | 93,2              | 39.               | 22:20,5         | 1.              | + 1:16,0 | 18.     |
| Armin Bauer                                                  | Skocznia duża/10 km     | 115,0                   | 91,4              | 41.               | 22:23,5         | 3.              | + 1:26,0 | 23.     |
| Lukas Runggaldier                                            | Skocznia duża/10 km     | 112,5                   | 86,8              | 46.               | 22:44,0         | 11.             | + 2:05,5 | 28.     |
| Giuseppe Michielli                                           | Skocznia duża/10 km     | 114,5                   | 89,1              | 44.               | 24:16,9         | 37.             | + 3:29,4 | 41.     |
| Lukas Runggaldier Armin Bauer Samuel Costa Alessandro Pittin | Drużynowo               | 110,5 112,0 120,0 116,5 | 383,9             | 9.                | 47:54,7         | 7.              | + 2:51,2 | 8.      |

### Narciarstwo alpejskie

#### Mężczyźni
| Konkurencja      | Zawodnik            | Czas 1. przejazdu         | Czas 2. przejazdu         | Czas łączny               | Pozycje                   |
| ---------------- | ------------------- | ------------------------- | ------------------------- | ------------------------- | ------------------------- |
| zjazd            | Christof Innerhofer |                           |                           | 2:06,29                   | srebro                    |
| zjazd            | Peter Fill          |                           |                           | 2:06,72                   | 7.                        |
| zjazd            | Dominik Paris       |                           |                           | 2:07,13                   | 11.                       |
| zjazd            | Werner Heel         |                           |                           | 2:07,16                   | 12.                       |
| supergigant      | Peter Fill          |                           |                           | 1:18,85                   | 8.                        |
| supergigant      | Dominik Paris       |                           |                           | 1:19,70                   | 16.                       |
| supergigant      | Werner Heel         |                           |                           | 1:19,74                   | 17.                       |
| supergigant      | Christof Innerhofer |                           |                           | Nie ukończył konkurencji  | Nie ukończył konkurencji  |
| Slalom gigant    | Luca De Aliprandini | 1:23,08                   | 1:23,83                   | 2:46,91                   | 11.                       |
| Slalom gigant    | Davide Simoncelli   | 1:22,35                   | 1:25,00                   | 2:47,35                   | 17.                       |
| Slalom gigant    | Manfred Mölgg       | 1:22,93                   | Nie ukończył 2. przejazdu | Nie ukończył 2. przejazdu | Nie ukończył 2. przejazdu |
| Slalom gigant    | Roberto Nani        | 1:22,65                   | Nie ukończył 2. przejazdu | Nie ukończył 2. przejazdu | Nie ukończył 2. przejazdu |
| Slalom specjalny | Stefano Gross       | 47,45                     | 55,27                     | 1:42,72                   | 4.                        |
| Slalom specjalny | Manfred Mölgg       | 48,38                     | Nie ukończył 2. przejazdu | Nie ukończył 2. przejazdu | Nie ukończył 2. przejazdu |
| Slalom specjalny | Giuliano Razzoli    | 48,50                     | Nie ukończył 2. przejazdu | Nie ukończył 2. przejazdu | Nie ukończył 2. przejazdu |
| Slalom specjalny | Patrick Thaler      | Nie ukończył 1. przejazdu | Nie ukończył 1. przejazdu | Nie ukończył 1. przejazdu | Nie ukończył 1. przejazdu |
| Superkombinacja  | Christof Innerhofer | 1:54,30                   | 51,37                     | 2:45,67                   | brąz                      |
| Superkombinacja  | Dominik Paris       | 1:54,46                   | 54,99                     | 2:49,45                   | 18.                       |
| Superkombinacja  | Peter Fill          | 1:54,97                   | Nie ukończył slalomu      | Nie ukończył slalomu      | Nie ukończył slalomu      |

#### Kobiety
| Konkurencja     | Zawodniczka         | Czas 1. przejazdu          | Czas 2. przejazdu             | Czas łączny                   | Pozycje                       |
| --------------- | ------------------- | -------------------------- | ----------------------------- | ----------------------------- | ----------------------------- |
| Zjazd           | Daniela Merighetti  |                            |                               | 1:41,84                       | 4.                            |
| Zjazd           | Elena Fanchini      |                            |                               | 1:42,70                       | 12.                           |
| Zjazd           | Verena Stuffer      |                            |                               | 1:42,75                       | 14.                           |
| Zjazd           | Nadia Fanchini      |                            |                               | 1:43,48                       | 22.                           |
| Supergigant     | Nadia Fanchini      |                            |                               | 1:27,20                       | 10.                           |
| Supergigant     | Verena Stuffer      |                            |                               | 1:27,52                       | 11.                           |
| Supergigant     | Daniela Merighetti  |                            |                               | Mie ukończyła konkurencji     | Mie ukończyła konkurencji     |
| Supergigant     | Francesca Marsaglia |                            |                               | Mie ukończyła konkurencji     | Mie ukończyła konkurencji     |
| Slalom gigant   | Nadia Fanchini      | 1:18,53                    | 1:18,72                       | 2:37,25                       | 4.                            |
| Slalom gigant   | Francesca Marsaglia | 1:21,63                    | 1:18,29                       | 2:39,92                       | 16.                           |
| Slalom gigant   | Denise Karbon       | 1:19,49                    | nie ukończyła 2. przejazdu    | nie ukończyła 2. przejazdu    | nie ukończyła 2. przejazdu    |
| Slalom gigant   | Federica Brignone   | nie ukończyła 1. przejazdu | nie ukończyła 1. przejazdu    | nie ukończyła 1. przejazdu    | nie ukończyła 1. przejazdu    |
| Slalom          | Federica Brignone   | 56,98                      | Nie ukończyła 2. przejazdu    | Nie ukończyła 2. przejazdu    | Nie ukończyła 2. przejazdu    |
| Slalom          | Chiara Costazza     | 57,32                      | Nie ukończyła 2. przejazdu    | Nie ukończyła 2. przejazdu    | Nie ukończyła 2. przejazdu    |
| Superkombinacja | Federica Brignone   | 1:45,68                    | 51,94                         | 2:37,62                       | 11.                           |
| Superkombinacja | Daniela Merighetti  | 1:44,64                    | Nie stanęła a starcie slalomu | Nie stanęła a starcie slalomu | Nie stanęła a starcie slalomu |
| Superkombinacja | Elena Fanchini      | 1:44,45                    | Nie stanęła a starcie slalomu | Nie stanęła a starcie slalomu | Nie stanęła a starcie slalomu |
| Superkombinacja | Francesca Marsaglia | 1:43,96                    | Nie ukończyła slalomu\|       | Nie ukończyła slalomu\|       | Nie ukończyła slalomu\|       |

### Narciarstwo dowolne

#### Mężczyźni
| Markus Eder | Slopstyle | 11,80 | 79,00 | 79,00 | 15. | Nie awansował | Nie awansował | Nie awansował | Nie awansował |

| Giacomo Matiz | jazda po muldach | 20,61 | 14. | 19,10 | 11. | Nie awansował | Nie awansował | Nie awansował | Nie awansował | Nie awansował | 15. |

#### Kobiety
| Deborah Scanzio | Jazda po muldach | 20,02 | 13. | 21,01 | 2. | 20,12 | 12. | 20,07 | 11. | Nie awansowała | 11. |

| Silvia Bertagna | Slopstyle | 70,60 | 11,80 | 70,60 | 12. | 69,60 | 21,80 | 69,60 | 8. |

### Saneczkarstwo

#### Mężczyźni
| Konkurencja      | Zawodnik                           | Ślizg 1 | Ślizg 2 | Ślizg 3 | Ślizg 4 | Łącznie  | Pozycja |
| ---------------- | ---------------------------------- | ------- | ------- | ------- | ------- | -------- | ------- |
| Jedynki mężczyzn | Armin Zöggeler                     | 52,506  | 52,387  | 51,910  | 51,994  | 3:28,797 | brąz    |
| Jedynki mężczyzn | Dominik Fischnaller                | 52,729  | 52,540  | 52,007  | 52,203  | 3:29,479 | 6.      |
| Jedynki mężczyzn | Emanuel Rieder                     | 52,981  | 52,875  | 52,578  | 52,511  | 3:30,945 | 19.     |
| Dwójki mężczyzn  | Christian Oberstolz Patrick Gruber | 49,976  | 50,043  |         |         | 1:40,019 | 6.      |
| Dwójki mężczyzn  | Ludwig Rieder Patrick Rastner      | 50,064  | 49,975  |         |         | 1:40,039 | 7.      |

#### Kobiety
| Konkurencja    | Zawodnik          | Ślizg 1 | Ślizg 2 | Ślizg 3 | Ślizg 4 | Łącznie  | Pozycja |
| -------------- | ----------------- | ------- | ------- | ------- | ------- | -------- | ------- |
| Jedynki kobiet | Sandra Gasparini  | 51,032  | 50,803  | 50,959  | 50,962  | 3:23,756 | 14.     |
| Jedynki kobiet | Andrea Vötter     | 50,937  | 51,592  | 51,420  | 51,290  | 3:25,239 | 19.     |
| Jedynki kobiet | Sandra Robatscher | 51,589  | 50,981  | 51,678  | 51,258  | 3:25,506 | 22.     |

Sztafeta
| Zawodnicy                                                            | Czas przejazdu       | Łącznie  | Pozycja |
| -------------------------------------------------------------------- | -------------------- | -------- | ------- |
| Sandra Gasparini Armin Zöggeler Christian Oberstolz / Patrick Gruber | 54,823 56,039 56,558 | 2:47,420 | 5.      |

### Short track

#### Mężczyźni
| Konkurencja         | Zawodnik                                                                      | Kwalifikacje | Kwalifikacje | Ćwierćfinał   | Ćwierćfinał   | Półfinał      | Półfinał      | Finał         | Finał   |
| Konkurencja         | Zawodnik                                                                      | Czas         | Miejsce      | Czas          | Miejsce       | Czas          | Miejsce       | Czas          | Miejsce |
| ------------------- | ----------------------------------------------------------------------------- | ------------ | ------------ | ------------- | ------------- | ------------- | ------------- | ------------- | ------- |
| Bieg na 500 metrów  | Yuri Confortola                                                               | 42,042       | 3.           | Nie awansował | Nie awansował | Nie awansował | Nie awansował | Nie awansował | 21.     |
| Bieg na 500 metrów  | Anthony Lobello                                                               | 42,133       | 4.           | Nie awansował | Nie awansował | Nie awansował | Nie awansował | Nie awansował | 25.     |
| Bieg na 1000 metrów | Yuri Confortola                                                               | 1:26,956     | 2.           | 1:25,428      | 4.            | Nie awansował | Nie awansował | Nie awansował | 15.     |
| Bieg na 1500 metrów | Yuri Confortola                                                               | 2:14,143     | 2.           |               |               | 2:19,086      | 5.            | Nie awansował | 14.     |
| Bieg na 1500 metrów | Tommaso Dotti                                                                 | 2:17,300     | 5.           |               |               | Nie awansował | Nie awansował | Nie awansował | 27.     |
| Sztafeta 5000 m     | Yuri Confortola Tommaso Dotti Anthony Lobello Davide Viscardi Nicola Rodigari |              |              |               |               | 6:45,253      | 3.            | 6:44,904      | 8.      |

#### Kobiety
| Konkurencja         | Zawodniczka                                                   | Kwalifikacje | Kwalifikacje | Ćwierćfinał     | Ćwierćfinał     | Półfinał       | Półfinał       | Finał          | Finał   |
| Konkurencja         | Zawodniczka                                                   | Czas         | Miejsce      | Czas            | Miejsce         | Czas           | Miejsce        | Czas           | Miejsce |
| ------------------- | ------------------------------------------------------------- | ------------ | ------------ | --------------- | --------------- | -------------- | -------------- | -------------- | ------- |
| Bieg na 500 metrów  | Arianna Fontana                                               | 43,568       | 1.           | 43,405          | 1.              | 43,624         | 2.             | 51,250         | srebro  |
| Bieg na 500 metrów  | Martina Valcepina                                             | 44,493       | 3.           | Nie awansowała  | Nie awansowała  | Nie awansowała | Nie awansowała | Nie awansowała | 20.     |
| Bieg na 500 metrów  | Elena Viviani                                                 | 44,623       | 4.           | nie awansowała  | nie awansowała  | nie awansowała | nie awansowała | nie awansowała | 26.     |
| Bieg na 1000 metrów | Arianna Fontana                                               | 1:32,983     | 1.           | Dyskwalifikacja | Dyskwalifikacja | Nie awansowała | Nie awansowała | Nie awansowała | 16.     |
| Bieg na 1000 metrów | Martina Valcepina                                             | 1:34,226     | 3.           | Nie awansowała  | Nie awansowała  | Nie awansowała | Nie awansowała | Nie awansowała | 23.     |
| Bieg na 1000 metrów | Elena Viviani                                                 | 1:33,352     | 4.           | nie awansowała  | nie awansowała  | nie awansowała | nie awansowała | nie awansowała | 27.     |
| Bieg na 1500 metrów | Arianna Fontana                                               | 2:29,645     | 1.           |                 |                 | 2:19,336       | 1.             | 2:19,416       | brąz    |
| Bieg na 1500 metrów | Lucia Peretti                                                 | 2:22,953     | 4.           |                 |                 | Nie awansowała | Nie awansowała | Nie awansowała | 20.     |
| Bieg na 1500 metrów | Martina Valcepina                                             | 2:27,212     | 4.           |                 |                 | Nie awansowała | Nie awansowała | Nie awansowała | 23.     |
| Sztafeta 3000 m     | Arianna Fontana Lucia Peretti Martina Valcepina Elena Viviani |              |              |                 |                 | 4:11,282       | 2.             | 4:14,014       | brąz    |

### Skeleton

#### Mężczyźni
| Zawodnik       | Ślizg 1 | Ślizg 2 | Ślizg 3 | Ślizg 4 | Łącznie | Pozycja |
| -------------- | ------- | ------- | ------- | ------- | ------- | ------- |
| Maurizio Oioli | 57,69   | 57,27   | 57,85   | 57,87   | 3:50,68 | 18.     |

### Skoki narciarskie

#### Mężczyźni
| Konkurencja              | Skoczek             | Kwalifikacje | Kwalifikacje | Skok 1                    | Skok 1                    | Skok 2                    | Skok 2                    | Nota                      | Pozycja         |
| Konkurencja              | Skoczek             | odległość    | Nota         | odległość                 | Nota                      | odległość                 | Nota                      | Nota                      | Pozycja         |
| ------------------------ | ------------------- | ------------ | ------------ | ------------------------- | ------------------------- | ------------------------- | ------------------------- | ------------------------- | --------------- |
| Skocznia normalna HS-106 | Sebastian Colloredo | 97,0         | 116,9        | 97,0                      | 118,9                     | 94,0                      | 113,7                     | 232,6                     | 28.             |
| Skocznia normalna HS-106 | Davide Bresadola    | 90,5         | 104,3        | Dyskwalifikacja           | Dyskwalifikacja           | Dyskwalifikacja           | Dyskwalifikacja           | Dyskwalifikacja           | Dyskwalifikacja |
| Skocznia normalna HS-106 | Roberto Dellasega   | 89,5         | 96,4         | Nie awansował do konkursu | 53.                       |                           |                           |                           |                 |
| Skocznia duża K-140      | Sebastian Colloredo | 124,0        | 104,1        | 130,5                     | 116,7                     | 124,5                     | 102,9                     | 219,6                     | 30.             |
| Skocznia duża K-140      | Davide Bresadola    | 115,0        | 83,9         | Nie awansował do konkursu | Nie awansował do konkursu | Nie awansował do konkursu | Nie awansował do konkursu | Nie awansował do konkursu | 51.             |
| Skocznia duża K-140      | Roberto Dellasega   | 112,0        | 68,9         | Nie awansował do konkursu | Nie awansował do konkursu | Nie awansował do konkursu | Nie awansował do konkursu | Nie awansował do konkursu | 60.             |
| Skocznia duża K-140      | Antonín Hájek       | 117,0        | 91,8         | 128,0                     | 113,6                     | 124,5                     | 112,1                     | 225,7                     | 28.             |

#### Kobiety
| Konkurencja             | Skoczek           | Skok 1    | Skok 1 | Skok 2    | Skok 2 | Nota  | Pozycja |
| Konkurencja             | Skoczek           | odległość | Nota   | odległość | Nota   | Nota  | Pozycja |
| ----------------------- | ----------------- | --------- | ------ | --------- | ------ | ----- | ------- |
| Skocznia normalna K-106 | Evelyn Insam      | 98,5      | 120,5  | 99,0      | 121,7  | 242,2 | 5.      |
| Skocznia normalna K-106 | Elena Runggaldier | 85,0      | 86,2   | 88,0      | 93,4   | 179,6 | 29.     |

### Snowboard

#### Mężczyźni
| Konkurencja | Zawodnik           | 1/8 finału            | 1/8 finału            | Ćwierćfinał           | Ćwierćfinał           | Półfinał              | Półfinał              | Finał                 | Finał                 |
| Konkurencja | Zawodnik           | Czas                  | Miejsce               | Czas                  | Miejsce               | Czas                  | Miejsce               | Czas                  | Miejsce               |
| ----------- | ------------------ | --------------------- | --------------------- | --------------------- | --------------------- | --------------------- | --------------------- | --------------------- | --------------------- |
| Cross       | Tommaso Leoni      | -                     | 3.                    |                       | 6.                    | Nie awansował         | Nie awansował         | Nie awansował         | 21.                   |
| Cross       | Luca Matteotti     | -                     | 3.                    | -                     | 3.                    |                       | 3.                    | -                     | 6.                    |
| Cross       | Omar Visintin      | -                     | 2.                    | -                     | 2.                    | Nie ukończył zjazdu   | Nie ukończył zjazdu   | -                     | 12.                   |
| Cross       | Emanuel Perathoner | Nie stanął na starcie | Nie stanął na starcie | Nie stanął na starcie | Nie stanął na starcie | Nie stanął na starcie | Nie stanął na starcie | Nie stanął na starcie | Nie stanął na starcie |

| Slalom równoległy        | Roland Fischnaller | 59,43                            | 9.                               | Kaspar Flütsch 0.00 | Vic Wild + 0.92    | Nie awansował      | Nie awansował       | 8.                 |
| Slalom równoległy        | Aaron March        | 59,44                            | 11.                              | Simon Schoch 0.00   | Lukas Mathies 0.00 | Žan Košir 12.68    | Benjamin Karl 16.51 | 4.                 |
| Slalom równoległy        | Christoph Mick     | 1:00,22                          | 20.                              | Nie awansował       | Nie awansował      | Nie awansował      | Nie awansował       | 20.                |
| Slalom równoległy        | Meinhard Erlacher  | 1:00,62                          | 25.                              | Nie awansował       | Nie awansował      | Nie awansował      | Nie awansował       | 25.                |
| slalom gigant równoległy | Roland Fischnaller | 1:40,48                          | 18                               | Nie awansował       | Nie awansował      | Nie awansował      | Nie awansował       | 18.                |
| slalom gigant równoległy | Christoph Mick     | 1:48,25                          | Nie awansował                    | Nie awansował       | Nie awansował      | Nie awansował      | Nie awansował       | 28.                |
| slalom gigant równoległy | Aaron March        | Dyskwalifikacja w 2. przejeździe | Dyskwalifikacja w 2. przejeździe | Nie awansował       | Nie awansował      | Nie awansował      | Nie awansował       | 30.                |
| slalom gigant równoległy | Meinhard Erlacher  | Dyskwalifikacja w 1. przejeździe | Dyskwalifikacja w 1. przejeździe | Nie sklasyfikowany  | Nie sklasyfikowany | Nie sklasyfikowany | Nie sklasyfikowany  | Nie sklasyfikowany |

#### Kobiety
| Slalom równoległy        | Corinna Boccacini | 1:04,96 | 8.  | Claudia Riegler 0.00  | Marion Kreiner 0.00 | Julia Dujmovits +5,98 | Amelie Kober + 0.57 | 4.  |
| Slalom równoległy        | Nadya Ochner      | 1:05,79 | 22. | Nie awansowała        | Nie awansowała      | Nie awansowała        | Nie awansowała      | 22. |
| Slalom gigant równoległy | Corinna Boccacini | 1:51,85 | 16. | Tomoka Takeuchi +3,00 | Nie awansował       | Nie awansował         | Nie awansował       | 16. |
| Slalom gigant równoległy | Nadya Ochner      | 1:59,88 | 26. | Nie awansowała        | Nie awansowała      | Nie awansowała        | Nie awansowała      | 26. |

| Konkurencja | Zawodniczka      | Kwalifikacje   | Kwalifikacje           | Kwalifikacje   | Kwalifikacje | Ćwierćfinał | Ćwierćfinał | Półfinał       | Półfinał       | Finał          | Finał   |
| ----------- | ---------------- | -------------- | ---------------------- | -------------- | ------------ | ----------- | ----------- | -------------- | -------------- | -------------- | ------- |
| Konkurencja | Zawodniczka      | Czas 1. zjazdu | Czas 2. zjazdu         | Najlepszy czas | Miejsce      | Czas        | Miejsce     | Czas           | Miejsce        | Czas           | Miejsce |
| Cross       | Michela Moioli   | 1:24,72        | Nie stanęła na starcie | 1:24,72        | 18.          | -           | 2.          | -              | 3.             | -              | 6.      |
| Cross       | Raffaella Brutto | 1:25,11        | Nie stanęła na starcie | 1:25,11        | 19.          | -           | 4.          | Nie awansowała | Nie awansowała | Nie awansowała | 16.     |